# سفيدة
سفيدة هي قرية في مقاطعة نائين، إيران. يقدر عدد سكانها بـ 13 نسمة بحسب إحصاء 2016.